# B500B
B500B ist das Kurzzeichen für hochduktilen Betonstahl, welcher der EN ISO 17660 und der Schweizer SIA 262 entspricht. Hochduktiler Betonstahl B500B hat die Werkstoffnummer 1.0439.
Das Kurzzeichen bedeutet: B = Betonstahl, 500 = Streckgrenze in N/mm², B = Duktilitätsklasse B

## Physikalische Eigenschaften
Ein Betonstahl B500B zeichnet sich durch seine höhere Dehnbarkeit und Zugfestigkeit im Vergleich zum B500A aus. Nach Norm müssen diese Baustähle folgende Eigenschaften besitzen:
|                                   | B500A       | B500B       |
| --------------------------------- | ----------- | ----------- |
| Streckgrenze fyk                  | 500 N/mm²   | 500 N/mm²   |
| Zugfestigkeit ftk                 | ≥ 525 N/mm² | ≥ 540 N/mm² |
| Streckgrenzenverhältnis ftk / fyk | ≥ 1,05      | ≥ 1,08      |
| Gesamtdehnung bei Höchstlast εuk  | 2,5 %       | 5,0 %       |